# Tratado de São Francisco
O Tratado de São Francisco ou Tratado de paz com o Japão (日本国との平和条約, Nihon-koku to no Heiwa Jōyaku) entre as forças aliadas e o Japão, foi assinado oficialmente em 1951. O tratado ficou popularmente conhecido como Tratado de São Francisco (サンフランシスコ条約, sanfuransisuko Jōyaku). Ele entrou em vigor em 28 de Abril de 1952.
O Tratado serviu para finalizar oficialmente a Segunda Guerra Mundial, formalizar a posição do poder imperial, e especificar as compensações aos civis aliados feitos prisioneiros de guerra que tinham sofrido crimes de guerra por parte das forças imperiais japonesas. O tratado fez uso extensivo da Carta das Nações Unidas e da Declaração universal dos direitos humanos para anunciar os objetivos dos aliados.
Após a conferencia de Yalta, cinquenta países se reuniram nos EUA, em 1945 na Conferencia de São Francisco para a criação da ONU - Organização das Nações Unidas - tendo como objetivos: manter a paz mundial e a segurança internacional, buscar a cooperação entre os povos e soluções para os problemas econômicos, sociais, culturais e humanitário. Atualmente, a ONU congrega quase todas as nações do mundo e sua sede, em Nova Iorque, compreende seis órgãos de decisão: O conselho de segurança, a Assembleia - Geral, a Secretaria - Geral, o Conselho de Tutela, a Corte internacional de Justiça e o Conselho Económico e Social.

## Os territórios ultramarinos japoneses

Império Japonês em seu apogeu.

O documento oficial o Japão renuncia aos territórios derivados do Protocolo de 1901 e seus direitos sobre Coreia, Formosa (Taiwan), Hong Kong (Colônia do Reino Unido) as Ilhas Curilhas, Ilhas Pescadores, Ilhas Spratly, Antártida e a Ilha de Sacalina.
O tratado não indica formalmente que nações são soberanas nestas áreas, como consequência disso uma publicação que os simpatizantes da Independência de Taiwan usam para justificar sua autodeterminação é artigo 77b da Carta das Nações Unidas, que diz que os territórios sob responsabilidade da ONU podem ser destacados dos estados inimigos como resultado da Segunda Guerra Mundial. Entretanto com a exceção das Ilhas Ryukyu, as áreas sobre as quais o Japão renunciou a soberania nunca foram trazidas sob o arranjo formal das leis das Nações Unidas. E as especificações dos artigo 77 nunca foram aplicadas.
O artigo 3 do tratado pôs formalmente as Ilhas Ryukyu, incluídas em Okinawa, as Ilhas Amami, Miyako, e o grupo das Ilhas Yaeyama sob responsabilidade dos Estados Unidos. As Ilhas Amami foram cedidas de volta ao Japão em 25 de dezembro de 1953 e em 1969 uma negociação entre Estados Unidos e Japão transferiu a autoridade sobre as Ilhas Ryukyu para o Japão sendo implementada em 1972. Em 1972 a “reversão” americana das Ilhas Ryukyu aconteceu junto com a transição do controle das desabitadas Ilhas Senkaku sem tomar posição sobre o ultimato de soberania das ilhas reivindicado pela República da China e da República Popular da China. 
Pelo artigo 11 o Japão aceitou os julgamentos do Tribunal Militar Internacional do Extremo Oriente e outras Cortes Aliadas para crimes de guerra dentro e fora do Japão, e aceitou aplicar as sentenças impostas sobre os japoneses aprisionados no Japão.
O documento adicional declara regras de repatriação dos prisioneiros de guerra e renuncia qualquer linha de agressão futura sob as regras da Carta da ONU.
O documento anula tratados anteriores e restringe qualquer força militar japonesa como sendo puramente de natureza defensiva.
Existe alguma ambiguidade sobre os território que o Japão renunciou a soberania. Isto conduziu ao conflito do território de Kuril e à disputa de Diaoyutai/Senkaku.
Nem a nacionalista República da China nem a comunista República Popular da China foram convidados à conferência da paz de São Francisco e consequentemente nenhumas assinaram este tratado. A República da China, entretanto, decretou um tratado separado de Taipei com o Japão em 1952, em que reconhece os termos do tratado do São Francisco. Alguns simpatizantes da independência de Taiwan alegam que o tratado de São Francisco justifica a independência de Taiwan por não conceder explicitamente a soberania a República da China ou a República Popular da China. Essa justificativa legal é rejeitada pela República da China e pela República Popular da China.
A União Soviética e outros dois países comunistas recusaram-se a assinar o tratado de São Francisco. Nenhum tratado em separado foi assinado com o Japão depois que a União Soviética entrou em colapso em 1991. Isto impediu que as disputas territoriais russo-japonesas fossem resolvidas.

## Compensação para aliados civis

### Transferência de recursos ultramarinos japoneses
Recursos ultramarinos japoneses refere-se a todos os recursos possuídos pelos governo japonês, empresas, organizações e cidadãos nos territórios ocupados ou colonizados. De acordo com a cláusula 14 do tratado, forças aliadas confiscaram todos os recursos ultramarinos japoneses, exceto aqueles na China, como previsto na cláusula 21. A China reempossou todos os recursos japoneses dentro de Manchúria e da Mongólia. Além disso, a cláusula 4 do tratado indica que “a disposição de propriedade do Japão e seus bens e de duas reivindicações contra as autoridades presentemente administrando essas áreas e seus residentes ficam sujeitas a acordos especiais entre o Japão e essas autoridades”. Consequentemente, considera-se que a Coreia também estava dentro dos direitos previstos na cláusula 21.

| Coreia              | 70 256 000 000  | 4 683 700 000  |
| Taiwan              | 42 542 000 000  | 2 846 100 000  |
| Nordeste da China   | 146 532 000 000 | 9 768 800 000  |
| Norte da China      | 55 437 000 000  | 3 695 800 000  |
| Centro-sul da China | 36 718 000 000  | 2 447 900 000  |
| Outros              | 28 014 000 000  | 1 867 600 000  |
| Total               | 379 499 000 000 | 25 300 000 000 |

### Compensação por prisioneiros de guerraaliados
Cláusula 16 do Tratado de São Francisco:
Como uma expressão do desejo de indenizar aqueles membros das forças armadas aliadas que sofreram tratamentos impróprios enquanto prisioneiros de guerra do Japão, o Japão irá transferir recursos e posses nos países que foram neutros durante a guerra.
Também pelo acordo, Japão pagou £4 500 000 para a Cruz Vermelha Internacional.
Os territórios aliados ocupados pela cláusula 14 de Japão do tratado indicaram que "O Japão participará prontamente em negociações com os poderes aliados que o desejem, cujos territórios atuais foram ocupados por forças japonesas e danificados pelo Japão, com vista a ajudar a compensar aqueles países para o custo de reparar os danos feitos, disponibilizando o serviço do povo japonês em trabalho da produção." De modo conforme, as Filipinas e o Vietnam do Sul receberam a compensação em 1956 e em 1959 respectivamente. A Birmânia (Miammar) e a Indonésia não eram signatários originais, mas assinaram mais tarde o tratado bilateral de acordo com a cláusula 14 do tratado do San Francisco. A compensação japonesa aos países ocupados durante 1941-45 do país atinge na data do tratado, em ienes e em dólares: Birmânia 72 000 000 000; 200 000 000; 5 de novembro de 1955; Filipinas 198 000 000 000; 550 000 000; 9 de maio de 1956; Indonésia 80 388 000 000; 223 080 000; 20 de janeiro de 1958; Vietnam 14 400 000 000; 38 000 000; 13 de maio de 1959; total em ienes: 364 348 800 000 e total em dólares 1 012 080 000. O último pagamento foi feito às Filipinas em 22 de julho de 1976.